# Javier Bardem
Javier Ángel Encinas Bardem (født 1. marts 1969) er en spansk skuespiller, der bl.a. har vundet en Oscar for bedste mandlige birolle, en Golden Globe, en Screen Actors Guild Award, en BAFTA Award og fire Goya Awards. Han er nok bedst kendt for sin rolle i den Oscarvindende film No Country for Old Men og for filmen Vicky Cristina Barcelona. Privat danner han par med skuespilleren Penélope Cruz.
Han blev kendt også i Danmark med nogle film fra sit hjemland såsom Spis mig, og især Mit indre hav, hvor han har hovedrollen og modtog flere priser. Penelope Cruz (den første gang, har han spillet med hende på Spis mig (originaltitel Jamón, jamón)), Pedro Almodovar, Clint Eastwood, Marisa Paredes, osv.) 
I 2012 medvirkede han i James Bond-filmen Skyfall i rollen som skurken Raoul Silva.

## Filmografi i udvalg
- Spis mig (1992)
- Mund til mund (1995)
- Collateral (2004)
- Mit indre hav (2004)
- Goya's Ghosts (2006)
- Kærlighed i koleraens tid (2007)
- No Country for Old Men (2007)
- Vicky Cristina Barcelona (2008)
- Biutiful (2010)
- Skyfall (2012)
- Pirates of the Caribbean: Salazar's Hævn (2017)
- Dune (2021)